# Pháp y Tần Minh (phim truyền hình)
Pháp y Tần Minh (tiếng Trung: 法医秦明) là một bộ phim truyền hình trực tuyến Trung Quốc năm 2016 được chuyển thể từ Quyển 3: Ngón tay thứ mười một (tiếng Trung: 第十一根手指) trong bộ tiểu thuyết Pháp y Tần Minh của tác giả Tần Minh.
Bộ phim do Beijing Bojitianjuan Film and TV sản xuất, được công chiếu vào tháng 10 năm 2016 trên dịch vụ phát trực tuyến Sohu TV. Phần thứ hai diễn ra vào tháng 4 năm 2017 và phần thứ ba được phát sóng vào năm 2018.

## Nội dung
Phim kể về một đội điều tra bao gồm giám định viên y khoa Tần Minh, trợ lý là Lý Đại Bảo và cảnh sát Lâm Đào khi họ giải quyết các vụ án hình sự bí ẩn.

## Diễn viên
- Trương Nhược Quân vai Tần Minh
- Tiêu Tuấn Diễm vai Lý Đại Bảo
- Lý Hiện vai Lâm Đào

## Tiếp nhận
Pháp y Tần Minh là một trong những bộ phim truyền hình chiếu mạng thành công nhất trên Sohu TV, với 1,5 tỷ lượt xem. Được coi là bộ phim tiên phong của thể loại này, bộ phim đã giúp làm sáng tỏ nghề bác sĩ pháp y bằng cách đi sâu vào những khó khăn và thái độ làm việc chuyên nghiệp của họ. Bộ phim được khen ngợi vì những âm mưu táo bạo, cốt truyện căng thẳng và diễn viên đẹp mắt. Bộ phim cũng được xếp hạng là một trong 10 web drama hàng đầu tại ENAwards 2016.

## Giải thưởng và đề cử
| Năm  | Giải thưởng                                                   | Hạng mục                        | Đề cử           | Kết quả   | Ref.  |
| ---- | ------------------------------------------------------------- | ------------------------------- | --------------- | --------- | ----- |
| 2017 | Giải thưởng truyền thông Guduo vàng lần thứ 2                 | Phim truyền hình đột phá        | Pháp y Tần Minh | Đoạt giải | [ 5 ] |
| 2017 | Liên hoan phim và truyền hình Hoành Điếm lần thứ 4 Trung Quốc | Giải thưởng Phổ biến Trực tuyến | Pháp y Tần Minh | Đoạt giải | [ 6 ] |